# Trish Van Devere
Patricia Louise Dressel, dite Trish Van Devere, née le 9 mars 1941 à Englewood Cliffs, dans l'État du New Jersey, aux (États-Unis), est une actrice américaine.
Elle a reçu le prix Genie de la meilleure actrice étrangère en 1980 pour L'Enfant du diable.

## Biographie
Trish Van Devere a été l'épouse de l'acteur George C. Scott, de 1972 à la mort de celui-ci en 1999.
Elle est principalement connue en France pour avoir été la vedette d'un épisode de Columbo : Meurtre parfait .

## Filmographie

### Cinéma
- 1970 : Le Propriétaire (The Landlord) de Hal Ashby : Sally
- 1970 : Where's Poppa? (en) de Carl Reiner : Louise Callan
- 1971 : Les Complices de la dernière chance (The Last Run) de Richard Fleischer : Claudine « Claudie » Scherrer
- 1972 : La Femme sans mari (One Is a Lonely Number) de Mel Stuart : Amy Brower
- 1973 : Harry, gentleman pickpocket (Harry in Your Pocket) de Bruce Geller : Sandy Coletto
- 1973 : Le Jour du dauphin (The Day of the Dolphin) de Mike Nichols : Maggie Terrell
- 1974 : The savage is loose de George C. Scott : Maida
- 1978 : Folie Folie (Movie Movie) de Stanley Donen : Betsy McGuire/Isobel Stuart
- 1980 : L'Enfant du diable (The Changeling) de Peter Medak : Claire Norman
- 1980 : Le corbillard (en) (The Hearse) de George Bowers : Jane Hardy
- 1986 : Uphill All the Way (en) de Frank Q. Dobbs : la veuve Quinn
- 1986 : Hollywood Vice Squad de Penelope Spheeris : Pauline Stanton
- 1988 : Le Messager de la mort (Messenger of Death) de J. Lee Thompson : Jastra Watson

### Télévision
- 1965 : Search for Tomorrow (série) : Patti Barron Tate Whiting McCleary
- 1968 : On ne vit qu'une fois (série) 3 épisodes : Meredith Lord
- 1973 : Love Story (épisode : The soft, kind brush) : Miriam Fannon
- 1976 : Stalk the wild child (téléfilm) : Maggie
- 1976 : La Belle et la Bête (en) (Beauty and the Beast) de Fielder Cook : Belle Beaumont
- 1977 : Sharon : Portrait of a mistress (téléfilm) : Sharon Blake
- 1978 : Columbo (série), saison 7, épisode 3 : Meurtre parfait (Make Me a Perfect Murder) : Kay Freestone
- 1979 : Mayflower: The Pilgrims' Adventure (téléfilm) : Rose Standish
- 1980 : Le noir et le blanc (téléfilm) : Natalie Kent
- 1983 : L'Homme qui tombe à pic (The Fall Guy) (série), saison 2, épisode 19 : Un trafic peut en cacher un autre (One Hundred Miles a Gallon) : Irene Atkins
- 1984 : American Playhouse (épisode : Haunted) : Donna
- 1984 : La vengeance est à moi  de Michael Roemer: Donna
- 1984 : Le Juge et le Pilote (épisode : D-Day) : Deidre 'D.D.' Drylinger
- 1985 : Les Routes du paradis (Highway to Heaven) (série), saison 1, épisode 21 : Le Grand Bonheur (The Brightest Star) : Mrs. Elaine Parks
- 1986 : La croisière s'amuse (The Love Boat) (série), saison 9, épisode 24 : My Stepmother, Myself/Almost Roommates/Cornerback Sneak : Amanda Dailey
- 1993 : Curacao (téléfilm) : Rose
- 1994 : Les batailles de la guerre de secession (série) : Clara Barton (voix)